# باشگاه فوتبال دلتراس
باشگاه فوتبال دلتا رایا سیدوارجو یا دلتراس یک باشگاه فوتبال حرفه‌ای اندونزیایی است که در سیدوارجو، جاوه شرقی مستقر است. آنها در لیگ ۲ بازی می‌کنند. ورزشگاه خانگی این باشگاه، ورزشگاه گلورا دلتا است.